# Etsaiak
Etsaiak («enemics» en basc) va ser una banda basca de hardcore punk fundada a Lekeitio el 1987. És un dels grups de hardcore punk i trash metal amb més èxit del País Basc. Durant la seua trajectòria es va caracteritzar pels ritmes ràpids i agressius i va mostrar una gran fidelitat al seu estil i esperit combatiu inicials. Va ser un representant de la filosofia punk de les bandes de les dècades del 1980 i 1990. Després d'una pausa de quatre anys, va tornar als escenaris el 2008 presentant un disc titulat Apurtu arte.
Al llarg dels anys es van produir molts canvis en la formació de la banda, comptant en les seves files amb més de quinze membres, i en els primers anys va cantar en castellà i basc.

## Història
La primera maqueta es va enregistrar el 1991 a l'estudi Lorentzo Records de Berriz. Com que no tenien diners per a pagar la gravació, van utilitzar l'estudi només durant dos dies. La maqueta va distribuir-se al País Basc de manera autogestionada, i més enllà se'n va encarregar el segelle discogràfic madrileny Potencial Hardcore. La maqueta es va reeditar més endavant en CD, juntament amb altres cançons en directe, Amen (2003).
El 1992, Jokin Erdozia va deixar el grup i Josu Arrasate Artrofi va ocupar el seu lloc. El ressò de la maqueta va arribar a Esan Ozenki, que van proposar-los la gravació del seu primer àlbum, Etsaien etsaiak. Etsaiak va seguir tocant en gaztetxes i Negu Gorriak va animar-los a fer-los de teloners.
La dècada del 1990 va ser un any fructífer per a la banda: Presak S.O.S. (1994), Gerra zikina (1995), Bakearen guda (1997) i Askatasun Taupada (1999), i la participació en els festivals més populars del País Basc i gires internacionals.
A partir de Kaos (2001), però, el ritme de treball es va alentir, els membres d'Etsaiak es van embarcar en projectes paral·lels i, després d'Amen (2003), el grup va decidir plegar. Durant els anys següents només es va reunir en determinades ocasions per a fer alguns concerts, fins al 2007 que va tornar a crear noves cançons i va publicar Apurtu arte (2008), el darrer disc d'Etsaiak.

## Discografia
- Amen (1991, maqueta)
- Etsaien etsaiak (1992, (Esan Ozenki)
- Iraultza (1993, senzill, autoedició)
- Presoak SOS (1994, Esan Ozenki)
- Gerra zikina (1995, Esan Ozenki)
- Enemigos del sistema (1995, Illy Jocker, recopilatori)
- Bakearen guda (1997, Esan Ozenki)
- Askatasun taupada (1999, Esan Ozenki )
- Zuzenean '00 (2000, Esan Ozenki)
- Kaos (2001, Metak)
- Amen (2003, Oihuka)
- Apurtu arte (2008, Baga Biga)[4]
- Bukaearen hasiera (EP, 2016)[5]